# 도그마 95
도그마 95(Dogma95)는 1995년 4명의 덴마크 영화 감독들이 그들의 영화 정신을 담아 발표한 선언이자 일종의 영화운동이다. 도그마95 선언문은 선언의 배경과 목적을 밝힌 전반부와, 그들이 지향하는 영화 제작의 원칙들을 나열한 <순결의 서약(The Vow of Chastity)>으로 구성되어 있다. 이 선언을 통해 당시 유행하던 작가주의 영화와 헐리우드 장르 영화를 모두 배격하고 영화의 순수성을 회복하고자 하였다.

## 역사
1995년 3월 22일, 프랑스 파리에서는 영화 탄생 100주년을 기념하는 행사가 열렸다. 연설자 자격으로 참여한 라스 폰 트리에 감독은 연설을 시작하는 대신 도그마95 운동을 알리는 붉은 전단지를 청중들에게 살포하였고, 이는 도그마95 운동의 시발점이 되었다. 도그마95 선언문의 초안은 라스 폰 트리에와 토마스 빈터베르그에 의해 45분 만에 작성되었으며, 프랑스 작가주의 영화의 서막을 알린 프랑수아 트뤼포의 1954년 에세이 <프랑스 영화의 어떤 경향(프랑스어:  Une certaine tendance du cinéma français)>의 형식을 모방한 것으로 알려져 있다.
1998년에는 도그마95 원칙에 입각한 최초의 영화《셀레브레이션》과 《백치들》이 개봉되었고, 두 영화는 나란히 그해 칸 영화제 경쟁부문에 진출하였다. 그 중 토마스 빈터베르그 감독의《셀레브레이션》은 심사위원특별상을 수상하였다. 이후 덴마크 출신이 아닌 타국의 감독들도 도그마 영화 제작에 참여하기 시작하였다. 프랑스계 미국인인 장 마르 바의 《연인들》은 다섯 번째 도그마 영화이자, 비 덴마크 출신 감독의 첫 번째 도그마 영화이다.

## 목적
도그마95 선언문의 후반부에 해당하는 <순결의 서약>에는 이른바 도그마 영화가 갖추어야할 10가지 계명이 명시되어 있다. 10가지 계명은 다음과 같다.
1. 촬영은 반드시 로케이션에서 이루어져야 한다. 소품들과 세트를 끌어들여선 안 된다. 만약 이야기 전개상 특정한 소품이 필요하다면 로케이션은 그 소품이 있는 곳으로 선택되어야 한다.
2. 사운드는 절대로 이미지와 분리하여 만들어져서는 안 된다. 혹은 그 역도 안 된다. 음악은 그 신(scene)이 촬영되고 있는 곳에서 들리는 것이 아닌 이상은 사용돼서는 안 된다.
3. 카메라는 반드시 핸드 헬드여야 한다. 손 안에서 얻을 수 있는 움직임이나 정지 상태는 허용된다. 카메라가 서 있는 곳에서 촬영돼서는 안 된다.
4. 필름은 반드시 컬러여야 한다. 일체 특수 조명의 사용은 허용되지 않는다. 만약 노출을 맞추기에 빛이 충분치 않다면 그 신(scene)은 잘려 나가거나, 카메라에 램프 하나만 부착시켜 사용할 수 있다.
5. 옵티컬 작업(필름에 인위적인 효과를 내기 위한 광학 처리)과 필터 사용을 금한다.
6. 영화는 피상적인 액션을 담아서는 안 된다. 살인, 폭력 등이 일어나서는 안 된다.
7. 시간과 공간을 뛰어넘는 것은 금지된다. 말하자면, 영화는 ‘현재, 이곳’에서 이루어져야 한다.
8. 장르 영화는 허용되지 않는다.
9. 영화의 형식은 반드시 아카데미 35mm여야 한다.
10. 감독 이름은 크레디트에 올라가지 않는다.

## 평가
도그마95 운동은 대규모 자본을 앞세운 헐리우드의 상업성에 반기를 들고 작가주의 이후 영화가 나아갈 한 가지 길을 제시하였다는 점에서 의의를 지닌다. 영국, 프랑스, 독일, 이탈리아 등 주변의 유럽 국가에 비해 비교적 작은 영화 시장을 가지고 있음에도 불구하고 덴마크 영화가 살아남을 수 있었던 배경을 덴마크 출신 감독들의 개성과 실험 정신에서 찾는 의견도 존재한다.
하지만 도그마95에 대한 비판도 존재한다. 비판은 크게 선언문 내용에 대한 비판과 도그마95 운동에 참여한 감독들에 대한 비판으로 나뉜다.
먼저 도그마95 선언의 내용이 영화사적으로 크게 새로울 것이 없다고 보는 입장이 있다. <순결의 서약> 중 6개 조항 즉, 제1조부터 제5조까지와 제9조는 사실주의 영화를 만들기 위한 영화 기법과 유사한 항목들이다. 영화사에서 사실주의의 계보는 뤼미에르 형제 초기 단편에서 시작하여 시네마 베리테(cinema verite)를 거쳐 네오 리얼리즘(neo-realism)까지 이어진다. 도그마95 역시 이러한 사실주의 전통의 연장선 상에 위치하고 있으며, 다만 그것을 명문화하였을 뿐이라는 주장이다. '처음으로 돌아가자'는 도그마95의 모토 역시 근원 회귀를 시도했던 기존의 사회, 예술 운동들과 다르지 않으며, 역사적인 맥락이나 영화의 기술 발전을 무시한 영화 운동은 성공하기 어려울 것이라는 전망 역시 이러한 입장에 포함된다.
그러나 단지 내용이 영화사적으로 새로울 것이 없다고 해서, 그것이 해당 시점에, 해당 지역에서 발생한 특수성을 간과할 수 있는 것은 아니다. 역사적 사건의 전개에서 중요한 것은 왜 그 아이디어를 특정 인물이 특정 시점에 특정 지역에서 꺼냈는지의 맥락이다. 그 관점에서 도그마95 운동을 사실주의 전통 계보와 결부시켜 의미를 절하시키기에는 무리가 있다.
한편, 도그마95 운동을 주도하였던 감독들마저도 도그마 원칙을 어기는 영화를 제작하고 있어 사실상 도그마95는 끝이 났다고 보는 입장도 있다. 실제로 도그마 재단에 의해 공인된 두 번째 도그마 영화인 라스 폰 트리에 감독의 《백치들》에서는 옵티컬 작업과 필터 사용이 행하여졌고, 동 감독의 이후 작품 역시 도그마 원칙을 어기고 있다. 또한 대부분의 도그마 영화들은 아카데미 35mm가 아닌 디지털 비디오로 촬영되었다는 점에서 도그마 원칙에 어긋난다. 이러한 이유들 때문에 도그마95를 잘 짜여진 홍보전략 정도로 보아야 한다는 주장까지 제기된 바 있다.

## 영화 목록
도그마95 정신에 동조하는 영화인들을 중심으로 도그마재단이 설립되어, 심사를 거쳐 도그마 영화(Dogma Film)를 선정하고 있다. 공인된 도그마 영화 리스트는 아래와 같다.
- Dogme#1 : 《셀레브레이션(The Celebration)》 (1998년)
- Dogme#2 : 《백치들(The Idiots)》 (1998년)
- Dogme#3 : 《미후네(Mifune's Last Song)》 (1999년)
- Dogme#4 : 《왕은 살아있다(The King is Alive)》 (2000년)
- Dogme#5 : 《연인들(Lovers)》 (1999년)
- Dogme#6 : 《줄리언 돈키보이(Julien Donkey-Boy)》 (1999년)
- Dogme#7 : 《인터뷰(Interview)》 (2000년)
- Dogme#8 : 《퍽랜드(Fuckland)》 (2000년)
- Dogme#9 : 《바빌론(Babylon)》 (2001년)
- Dogme#10 : 《체즈모카스 커즈(Chetzemoka's Curse)》 (2001년)
- Dogme#11 : 《디아파종(Diapason)》 (2001년)
- Dogme#12 : 《초급자를 위한 이태리어(Italian for Beginners)》 (2000년)
- Dogme#13 : 《아메리카나(Amerikana)》 (2001년)
- Dogme#14 : 《조이 라이드(Joy Ride)》 (2000년)
- Dogme#15 : 《카메라(Camera)》 (2000년)
- Dogme#16 : 《배드 액터즈(Bad Actors)》 (2000년)
- Dogme#17 : 《어메리컨 리유니언(American Reunion)》 (2001년)
- Dogme#18 : 《트룰리 휴먼(Truly Human)》 (2001년)
- Dogme#19 : 《캐빈 피버(Cabin Fever)》 (2000년)
- Dogme#20 : 《스트라스(Strass)》 (2001년)
- Dogme#21 : 《키라즈 리즌: 어 러브 스토리(Kira's Reason: A Love Story)》 (2001년)
- Dogme#22 : 《원스 어폰 어나더 타임(Once Upon Another Time)》 (2000년)
- Dogme#23 : 《레진(Resin)》 (2001년)
- Dogme#24 : 《시큐리티, 콜로라도(Security, Colorado)》 (2001년)
- Dogme#25 : 《컨버징 위드 엔젤스(Converging with Angels)》 (2002년)
- Dogme#26 : 《더 스파클 룸(The Sparkle Room)》 (2001년)
- Dogme#27 : 《컴 나우(Come Now)》
- Dogme#28 : 《오픈 하트(Open Hearts)》 (2002년)
- Dogme#29 : 《더 브레드바스킷(The Breadbasket)》 (2002년)
- Dogme#30 : 《디아즈 데 보다(Dias de Boda)》 (2002년)
- Dogme#31 : 《엘 데센라세(El Desenlace)》 (2005년)
- Dogme#32 : 《덴마크식 러브 스토리(Old, New, Borrowed and Blue)》 (2003년)
- Dogme#33 : 《레지던시아(Residencia)》 (2004년)
- Dogme#34 : 《인 유어 핸드(In Your Hands)》 (2004년)
- Dogme#35 : 《코시 x 카소(Cosi x Caso)》 (2004년)

## 주요 인물
- 라스 폰 트리어(Lars Von Trier)
- 토마스 빈터베르(Thomas Vinterberg)
- 크리스티안 레브링(Kristian Levring)
- 소렌 카우-야콥슨(Soren Kragh-Jacobsen)

## 같이 보기
- 미니멀리즘
- 사실주의
- 스터키즘